# 印度科學理工學院
印度科學理工學院（英語：Indian Institute of Science，縮寫IISc）位於班加羅爾，於1909年為了完成塔塔集團創辦人賈姆希德吉·塔塔的遺願所設立，是印度歷史最悠久的科研和教育機構。

## 相册

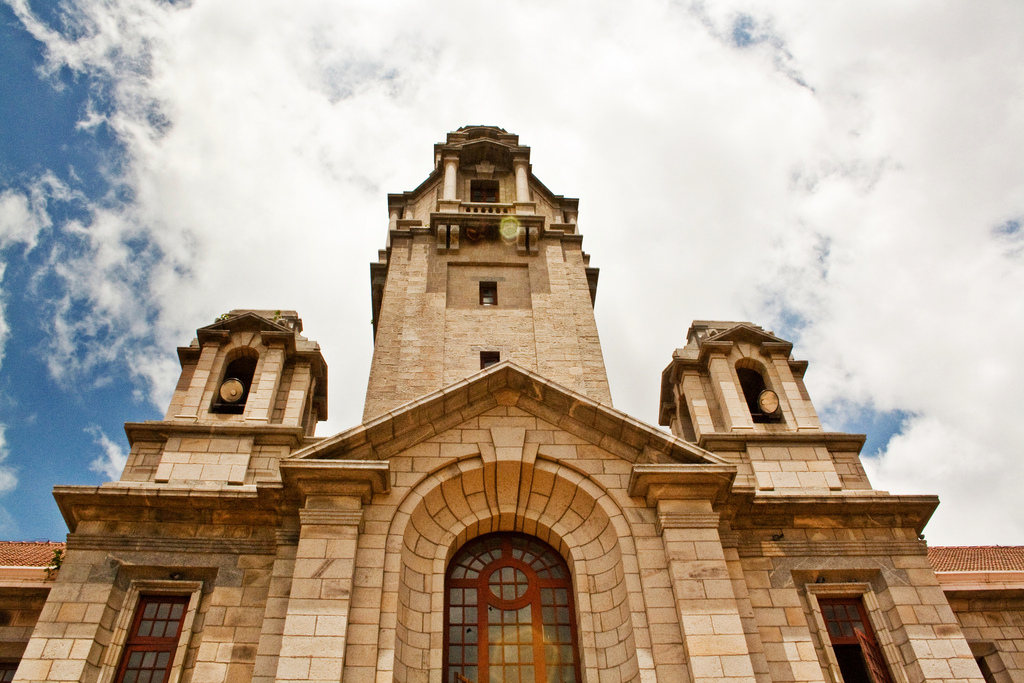
校门
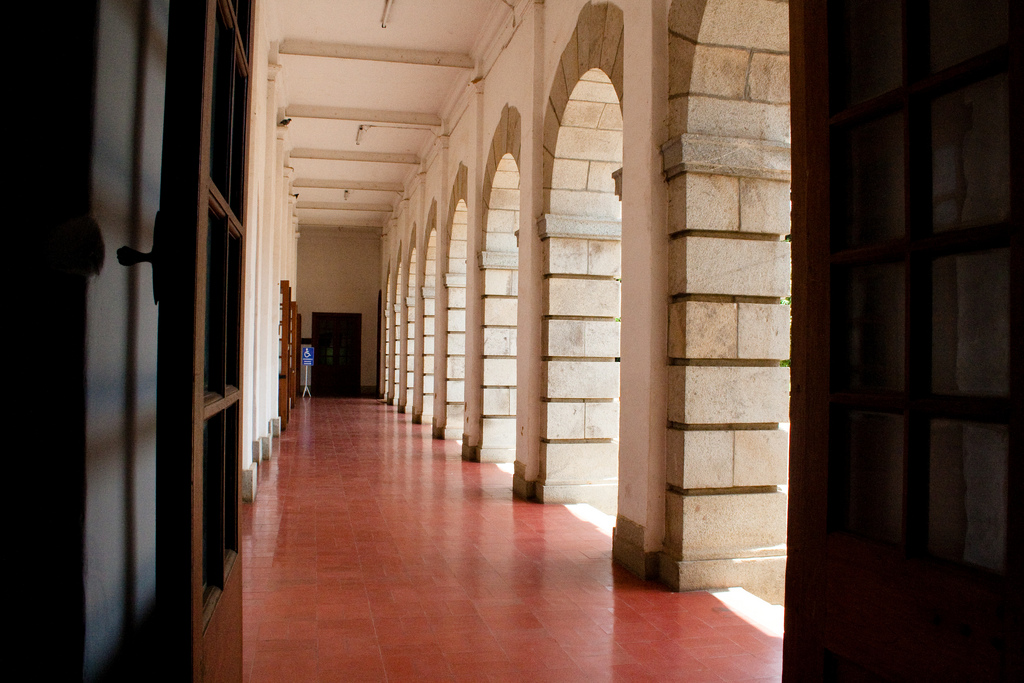
主入口走廊
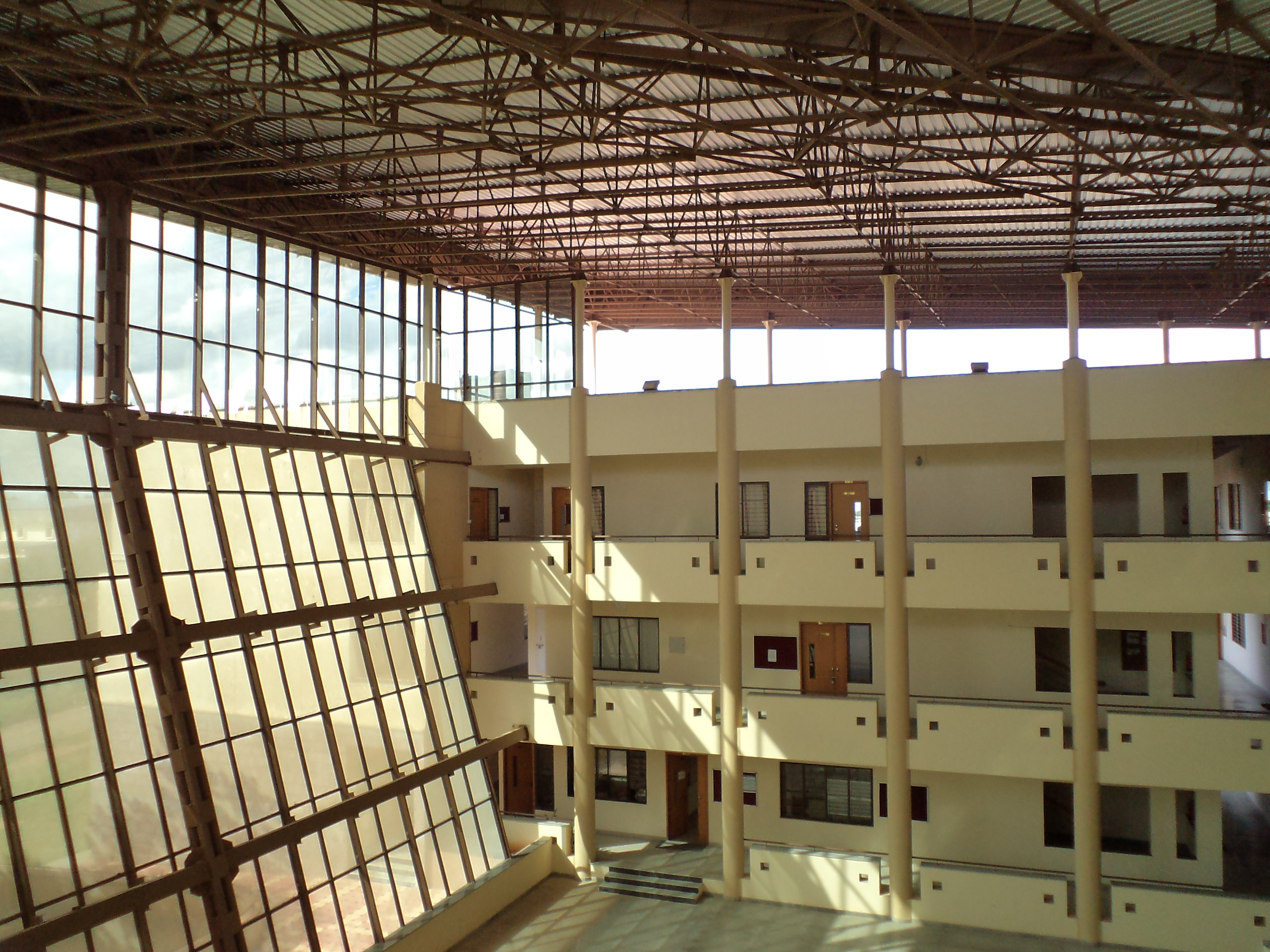
航天工程系
电气工程系
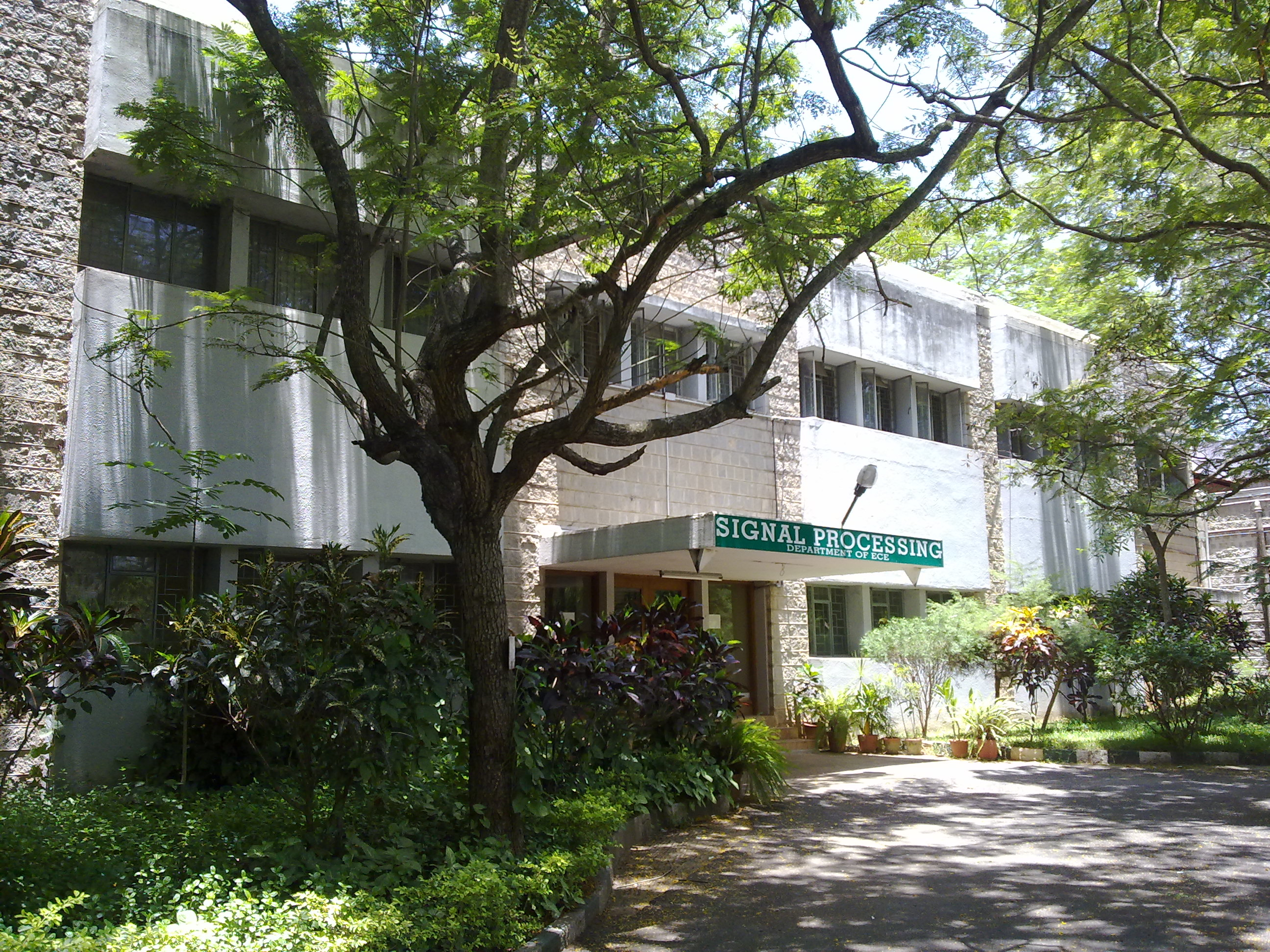
信号处理系
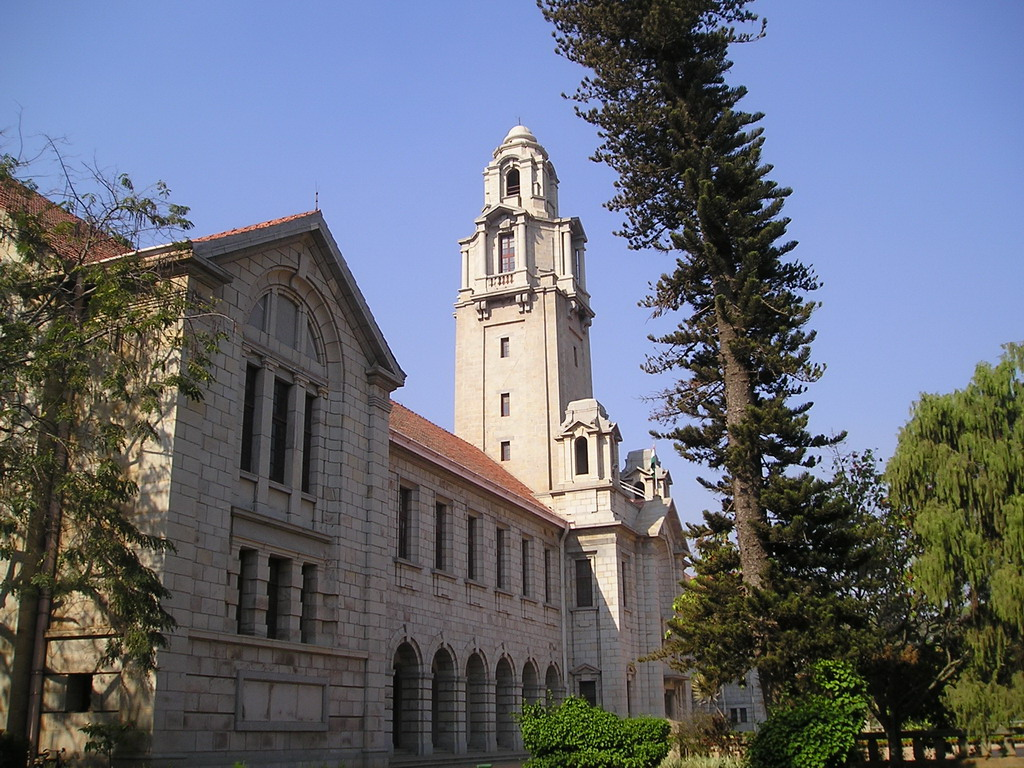
學院校舍的外表

## 外部連結
- 官方网站